# (10412) Tsukuyomi
(10412) Tsukuyomi est un astéroïde de la ceinture principale.

## Description
(10412) Tsukuyomi est un astéroïde de la ceinture principale. Il fut découvert le 21 décembre 1997 à Nachikatsuura par Yoshisada Shimizu et Takeshi Urata. Il présente une orbite caractérisée par un demi-grand axe de 2,98 UA, une excentricité de 0,06 et une inclinaison de 11,2° par rapport à l'écliptique.

## Compléments